# 中村 (栃木県下都賀郡)
中村（なかむら）は、栃木県の南部、下都賀郡に属していた村である。

## 地理
- 河川 - 思川、巴波川、永野川

## 歴史
- 1871年（明治4年）- 当村域は古河藩に属していたが、廃藩置県により古河県から栃木県に移管される。南小林・上泉・下泉・下初田・生駒・大川島は都賀郡第7区に、井岡・小袋・下河原田は寒川郡第1区になる。
- 1878年（明治11年） - 11カ村連合で南小林に戸長役場を置く。
- 1889年（明治22年）4月1日 町村制施行により、下初田村、大川島村、南小林村、上泉村、下泉村、上河原田村、下河原田村、小袋村、井岡村が合併し中村が成立する。
- 1955年（昭和30年）2月11日 - 穂積村，豊田村と合併し、美田村となる。

## 人口推移
- 1920年（大正9年）：3,272人
- 1925年（大正14年）：3,348人
- 1930年（昭和5年）：3,398人
- 1935年（昭和10年）：3,476人
- 1940年（昭和15年）：3,493人
- 1947年（昭和22年）：4,168人
- 1950年（昭和25年）：4,185人